# ナイコン族
ナイコン族（ナイコンぞく）とは、1970年代末～1980年代～1990年代初頭において、パーソナルコンピュータ（パソコンまたはマイコン）に興味を持ちながら所有できない者の俗称である。パソコンは持っていないが同時期に刊行されていたパソコン雑誌を購入する読者層を内包する。
なお自分でマイコンを所有していないナイコン族もショップの店頭ではマイコンを触ることができ、ナイコン族はそこでプログラムを作っていたとされる。
「ファミコンないしはパソコンを持っていない者」などと説明されることもあった。

## 概要
ナイコン族は、1980年代に家庭向けのホビーパソコン（趣味に供するための家庭向けコンピュータ）が市場に登場し、当時盛んに情報化社会の到来が、場合によってはやや誇張されながらも噂された時代に、これらの家庭向けコンピュータ（当時の呼称に従うならマイ・コンピュータの略語である「マイコン」）に興味を抱きながらも、その高価さゆえに購入できなかった者たちである。
「ナイコン」は「マイコン」に引っ掛けた、「無い」+「コンピュータ」のかばん語である。同時期に社会問題化した暴走族や集団で踊りを披露する竹の子族、あるいは後のおたくと呼ばれるようになる「お宅族」のように、特定の価値観で集まった集団を部族に擬えて「 - 族」と呼び習わす社会風潮に従って、ナイコン族と呼ばれた。
元は『I/O』や『マイコンBASICマガジン』などマイコン誌の読者投稿欄で、マイコンを持たない投稿者が「ナイコン族」と自称したり、雑誌編集者がそれらを総称して「ナイコン族のみなさん」などと表記したことから徐々に浸透されていった造語である。

## 背景
この時期のパソコンは、標準で搭載されたBASICなどで作られたプログラムを入力して動作させることを前提としており、キーボードから入力したり、長いロード時間を必要とするアプリケーションソフトウェアを使うたびに読み込ませて利用するという、極めて限定的な機能しか持たない8ビットパソコンが主流だった。さらに8ビット御三家と呼ばれる3強が争った日本のパソコン市場ではそれぞれの機種に互換性もないことから、人気機種にアプリケーションソフトウェア（その多くがコンピュータゲームである）の発売が集中する中、それぞれの機種にも熱狂的な愛好者も存在し、多様なユーザーが混在していた。
しかしこのパソコンブームの初期にあたる1970年代末～1980年代中頃の時点では、そのいずれもが一般的な新卒労働者1か月分の給与を超える価格であることから、一般家庭の子供らが買い与えられるケースは珍しく、裕福な家庭の子供でもなければ、あるいは入学祝いなど特別な理由でもなければ、買い与えられるものではなかった。
こういった事情にも絡み、一般家庭の子供らはパソコンに興味をひかれたとしても手にすることは難しく、少年雑誌に掲載されたパソコンの登場する漫画やテレビのCMなどに飢えたような目を向けるのも無理のないことで、クラスメイトの家にあるとか、近所の電器店の店頭にあるとか、隣町のパソコンショップやデパートの家電コーナーに展示されているなどという情報を聞き及んでは、わざわざ出かけていって使い方も判らずキーボードを叩き、アルファベットの羅列がモニタ画面に並ぶのを眺めるのに時間を費やす者も出るほどであった。
1980年代には、こういったパソコンブームに応じて盛んにパソコン雑誌が刊行されるようになり、またポケットコンピュータなど中学生くらいがお年玉で無理をすれば買えなくもない慎ましくささやかなコンピュータも発売されるようになったが、依然としてパソコンは高価な玩具であり、この中で友達の持っているパソコンや学校のクラブ活動や部活動でどうにかパソコンに触ることのできる者も含め、「パソコンに関心があるが所有していない者」が多数存在した。
いわゆる「プログラム投稿誌」と呼ばれる『マイコンBASICマガジン』などは、当時のこういった「持たざる者たち」にも読者層が存在し、このプログラム投稿誌上で「ナイコン族」ないし「ナイコン」という呼び名が定着していった。これらの雑誌はコンピュータゲーム情報誌としての側面も併せ持ち、ナイコン族にとっても十分購読する価値があり、また持たないながらも使うことを夢見るには十分な情報を提供し続けた。
更に自分では所有していなくとも何らかの手段で触ることのできる者たちは、その少ない触れる機会の間に雑誌に掲載されたプログラムをパソコンに入力したり、あるいは自分で開発したプログラムを雑誌に投稿した。彼らは限られた「パソコンに触れる機会・時間」を最大限に利用するために情熱を燃やし、それ以外の時間に紙に描いたJISキーボードの文字配列を眺めて過ごしたり、ノートなどに手書きでプログラムのリスティング（ソースコード）を書き込んでいったのである。
やがてMSXなど安価なホビーパソコンの登場する1980年代中頃には、バブル景気の恩恵もあり一般家庭の収入は全般的に増大、社会的な好景気の中で「趣味や夢のためのパソコン」は着実に売上げを伸ばしていった。玩具としてホビーパソコンも一般の家庭に浸透して行き、脱ナイコン族する者も増加していった。一方、同時期にはテレビゲーム・家庭用ゲーム機の市場も拡大した。
後の1995年にMicrosoft Windows 95が発売され、従来のパソコンのような「実務に供し難い玩具」から「様々な利用方法がある便利な道具」という位置付けに置き換わり、また日本では1997年頃から本格化しだしたインターネットの利用にも絡んで、一般の家庭にもパソコンが普及していった。併せてパソコンの低価格化が進行し安いものは数万円台となり、日本の庶民でも購入が容易になったため、2000年代においてこの「ナイコン族」は、既に死語（廃語）となった。